# Ілакака
22°41′ пд. ш. 45°13′ сх. д. / 22.68° пд. ш. 45.21° сх. д.
Ілакака — невелике місто в регіоні Іхоромбе в південно-західній частині Мадагаскару. На початку 1990-х років у районі було лише близько 40 жителів. Після відкриття в 1998 році в долині річки Ілакака одного з найбільших на Землі відомих алювіальних родовищ сапфіру, у 2005 році чисельність населення зросла майже до 60 000. Оскільки на карту поставлені високі прибутки, насильство в місті — звичайне явище.

## Географія
Ілакака лежить у районі Іхосі регіону Іхоромбе, за 735 км на південь від Антананаріву, поблизу національного парку Ісало.
Він зустрічається вздовж національної дороги № 7 від Толіари (210 км) до Фіанаранцуа (307 км) на південному заході Мадагаскару. Він розташований на відстані 210 км від Тулеара, 26 км від Ранохіри та 84 км від Сакарахи.

## Історія
У 1998 році, після відкриття важливого сапфірового рудника, те, що колись було тихим сільським селом, перетворилося на місто Дикого Заходу, жертву «сапфірової лихоманки», тисячі прибулих, які сподівалися отримати претензію, разом із решітками, публічні будинки та зведення рахунків. Лихоманка охопила всю країну, і щодня сотні людей стікаються з усієї області.

## Демографія
Село вибухнуло від невпинного напливу. Станом на 2008 рік населення становило близько 30 000, за даними місцевої влади, але це число є дуже приблизним через постійний оборот. Представлені всі 18 етнічних груп Мадагаскару.

## Релігія
В Ілакаці є мечеть.